# Nacho Méndez
Ignacio Méndez-Navia Fernández dit Nacho Méndez, né le 30 mars 1998 à Luanco (en) en Espagne, est un footballeur espagnol qui évolue au poste de milieu central au Johor DT.

## Biographie

### Sporting Gijón
Né à Luanco (en) en Espagne, Nacho Méndez est formé au Sporting Gijón qu'il rejoint en 2010. Après être passé dans toutes les équipes de jeunes jusqu'à la réserve, Méndez fait sa première apparition en équipe première le 27 août 2017, lors d'un match de Segunda División face au CD Lugo, contre qui son équipe s'impose par deux buts à zéro,. 
Le 6 septembre 2017, Nacho Méndez inscrit le premier but de sa carrière lors d'une rencontre de coupe du Roi face au Reus Deportiu. Entré en cours de jeu, c'est lui qui donne la victoire à son équipe en inscrivant le seul but de la partie,. Le 22 décembre 2017, Méndez prolonge son contrat avec son club formateur jusqu'en juin 2021.
Le 2 septembre 2018, Méndez inscrit son premier but en championnat, contre l'Extremadura UD. Il entre en jeu et participe à la victoire de son équipe par deux buts à zéro.
Le 8 octobre 2020, Nacho Méndez prolonge à nouveau son contrat avec le Sporting, jusqu'en juin 2025,.
Le 1 octobre 2023, Méndez se fait remarquer en inscrivant le but vainqueur de son équipe, lors d'une rencontre de championnat face à la SD Huesca (0-1 score final).